# Campionat de Zúric 1994
L'edició del 1994 fou la 79a del Campionat de Zuric. La cursa es disputà el 21 d'agost de 1994, entre Basilea i Zúric i amb un recorregut de 243,6 quilòmetres. El vencedor final fou l'italià Gianluca Bortolami, que s'imposà per davant de Johan Museeuw i Maurizio Fondriest.
Va ser la vuitena cursa de la Copa del Món de ciclisme de 1994.

## Classificació final
|    | Ciclista                   | Equip                   | Temps      |
| -- | -------------------------- | ----------------------- | ---------- |
| 1  | Gianluca Bortolami (ITA)   | Mapei-Clas              | 6h 14' 11" |
| 2  | Johan Museeuw (BEL)        | GB-MG Maglificio        | m. t.      |
| 3  | Maurizio Fondriest (ITA)   | Lampre-Panaria          | m. t.      |
| 4  | Claudio Chiappucci (ITA)   | Carrera-Tassoni         | m. t.      |
| 5  | Bjarne Riis (DEN)          | Gewiss-Ballan           | m. t.      |
| 6  | Felice Puttini (SUI)       | Brescialat-Refin        | m. t.      |
| 7  | Pascal Richard (SUI)       | GB-MG Maglificio        | m. t.      |
| 8  | Giorgio Furlan (ITA)       | Gewiss-Ballan           | m. t.      |
| 9  | Lance Armstrong (USA)      | Motorola                | m. t.      |
| 10 | Francesco Casagrande (ITA) | Mercatone Uno-Medeghini | m. t.      |